# Georgische parlementsverkiezingen 2003
De Georgische parlementsverkiezingen van 2003 vonden plaats op 2 november 2003 en 4 januari 2004 voor 225 van de 235 parlementsleden voor de 6e convocatie van het parlement van Georgië. Tegelijkertijd met de verkiezingen werd een referendum gehouden over het verlagen van het aantal zetels naar 150. Er stonden twaalf partijen en negen verkiezingsblokken op het stembiljet.
De verkiezingen verliepen volgens binnenlandse en buitenlandse waarnemers frauduleus, waarna grootschalige protesten uitbraken. Volgens de officiële telling won de regerende Burgerunie van president Sjevardnadze, maar exitpolls en de parallelle telling van het maatschappelijk middenveld wezen de oppositiepartij Nationale Beweging aan als duidelijke winnaar. Deze discrepantie betrof ook andere regeringskritische oppositiepartijen.
De protesten culmineerden in de Rozenrevolutie en het opstappen van president Edoeard Sjevardnadze op 23 november 2003. De resultaten voor 150 zetels van de evenredige vertegenwoordiging werden kort daarna geannuleerd. In januari 2004 vonden vervroegde presidentsverkiezingen plaats, gevolgd door  nieuwe parlementsverkiezingen in maart 2004. 

## Kiesstelsel

De 85 enkelvoudige districten. In de 10 grijze districten vonden geen verkiezingen plaats.

In 2003 gold een gemengd kiesstelsel waarin 150 van de 235 zetels verkozen werden door evenredige vertegenwoordiging van gesloten partijlijsten in een nationaal kiesdistrict, met een kiesdrempel van zeven procent. Voor 75 zetels gold een systeem van enkelvoudige districten in een tweerondensysteem met een winnende drempel van 33 procent (een derde). Verder gold een minimale opkomst van een derde van het aantal geregistreerde kiezers om de verkiezingen geldig te maken. Een eventuele tweede ronde voor de districtszetels werd oorspronkelijk op 16 november 2003 gepland. Deze werd vanwege de ontwikkelingen pas op 4 januari 2004 gehouden.
Een speciale regeling betrof tien districtszetels. Deze werden automatisch toebedeeld aan afgevaardigden die in 1992 in Abchazië al verkozen waren, aangezien daar sindsdien geen verkiezingen gehouden konden worden als gevolg van het Georgisch-Abchazisch conflict. Ook in districten in Zuid-Ossetië konden konden geen verkiezingen plaatsvinden. Twee van deze districten werden gealloceerd aan de Abchazische vertegenwoordigers. Liachvi was een speciaal kiesdistrict zonder specifieke begrenzing voor de dorpen in het zuidelijke deel van Zuid-Ossetië die onder Georgische controle stonden.

## Aanloop
Onder internationale begeleiding werden diverse hervormingen doorgevoerd ten aanzien van de verkiezingen. Zo was de kieswet gestroomlijnd om manipulatie door de overheid te reduceren. Tevens werd een nieuw markeringssysteem ingevoerd om dubbelstemmen te voorkomen, werden de stembiljetten eenvoudiger, werden internationale inspanningen verricht voor accurate kiezerslijsten per stembureau en werd meer transparantie van de telling geborgd. Er werden daarnaast veel partijen geregistreerd die buiten de corrupte praktijken van de regering stonden.

### Parallel tellen (PVT)
De kieswet was ook aangepast om parallel stemmentellen vanuit het maatschappelijk middenveld mogelijk te maken volgens het Parallel Vote Tabulation (PVT) principe. Dit is een systeem waarbij onafhankelijke waarnemers steekproefsgewijs de telling op stembureaus parallel registreren.
De Georgische NGO International Society for Fair Elections and Democracy (ISFED) verzorgde deze paralleltelling voor de eerste keer in Georgië met 3000 burgerwaarnemers, die maximaal 2500 van de bijna 3000 stemlokalen controleerden. De hoop was dat dit een ordentelijke stembusgang moest stimuleren. Kort voor de verkiezingsdag ontstond er chaos rond de samenstelling van kiezerslijsten voor de stembureaus.

### Amerikaanse druk
In aanloop naar de verkiezingen hadden de Verenigde Staten de Georgische overheid voor 2,4 miljoen dollar gesteund ter voorbereiding op de stembusgang. Ook bezochten verschillende Amerikaanse delegaties naar Tbilisi om de Georgische leiders ervan te overtuigen dat vrije en eerlijke verkiezingen ook in hun belang was. De VS gaven aan dat de democratie in Georgië en daarmee ook haar internationale reputatie in gevaar zou komen, als deze verkiezingen niet zouden voldoen aan de Georgische wettelijke vereisten en haar internationale toezeggingen. Een maand voor de verkiezingen kortte de VS de financiële steun aan Georgië, omdat de de regering in Washington niet tevreden was met de snelheid van hervormingen en corruptiebestrijding.

## Verkiezingswaarneming
De verkiezingen werden door ongeveer 3000 binnenlandse en 600 buitenlandse waarnemers geobserveerd. De OVSE nam het gros van de internationale waarneming op zich, met ongeveer 450 afgevaardigden. De missie bestond uit 389 korte-termijn waarnemers uit 43 lidstaten voor de verkiezingsdag en enkele tientallen zogeheten lange-termijn waarnemers die zowel de periode voorafgaand als na de stembusgang rapporteerden. Op de verkiezingsdag werd de waarnemingsmissie aangevuld met afgevaardigden namens de Parlementaire Vergadering van de OVSE, de Parlementaire Vergadering van de Raad van Europa en het Europees Parlement, die bij elkaar 1.557 van de 2.893 stembureaus bezochten. Het Gemenebest van Onafhankelijke Staten (GOS) stuurde 60 verkiezingswaarnemers.

### Oordeel
Een dag na de verkiezingen veroordeelde de OVSE in expliciete bewoordingen de "massale onregelmatigheden en chaos" van de stembusgang. De OVSE stelde bij de presentatie van de voorlopige rapportage dat deze verkiezingen "helaas onvoldoende zijn geweest om de geloofwaardigheid van het electorale of het democratische proces te vergroten". De OVSE stelde ook dat "de onregelmatigheden en vertragingen in het stemproces op de verkiezingsdag een gebrek aan collectieve politieke wil en bestuurlijke capaciteit weerspiegelen voor het houden van de verkiezingen".
Ook de chaos met de kiezerslijsten werd bekritiseerd door de OVSE, waardoor volgens de organisatie stelde het publieke vertrouwen in het staatsbestuur werd ondermijnd. De organisatie constateerde dat de grootste onregelmatigheden zich voordeden in de steden Koetaisi en Roestavi en in de autonome republiek Adzjarië en de zuidelijke regio Kvemo Kartli, waar onverklaarbare opkomstcijfers en oneigenlijke stembusvulling werden gerapporteerd.
De directeur van het Amerikaanse International Republican Institute, dat ook een waarnemingsmissie stuurde, concludeerde dat "de Georgische regering en de centrale verkiezingscommissie er helaas niet in zijn geslaagd eerlijke verkiezingen in het land veilig te stellen en ook niet om de toezeggingen aan de internationale organisaties na te komen". De waarnemers van het GOS stelden in een eerste reactie dat ze enkele "basale schendingen" hadden waargenomen, maar dat de verkiezingen derhalve "democratisch en eerlijk" waren verlopen.

## Resultaten

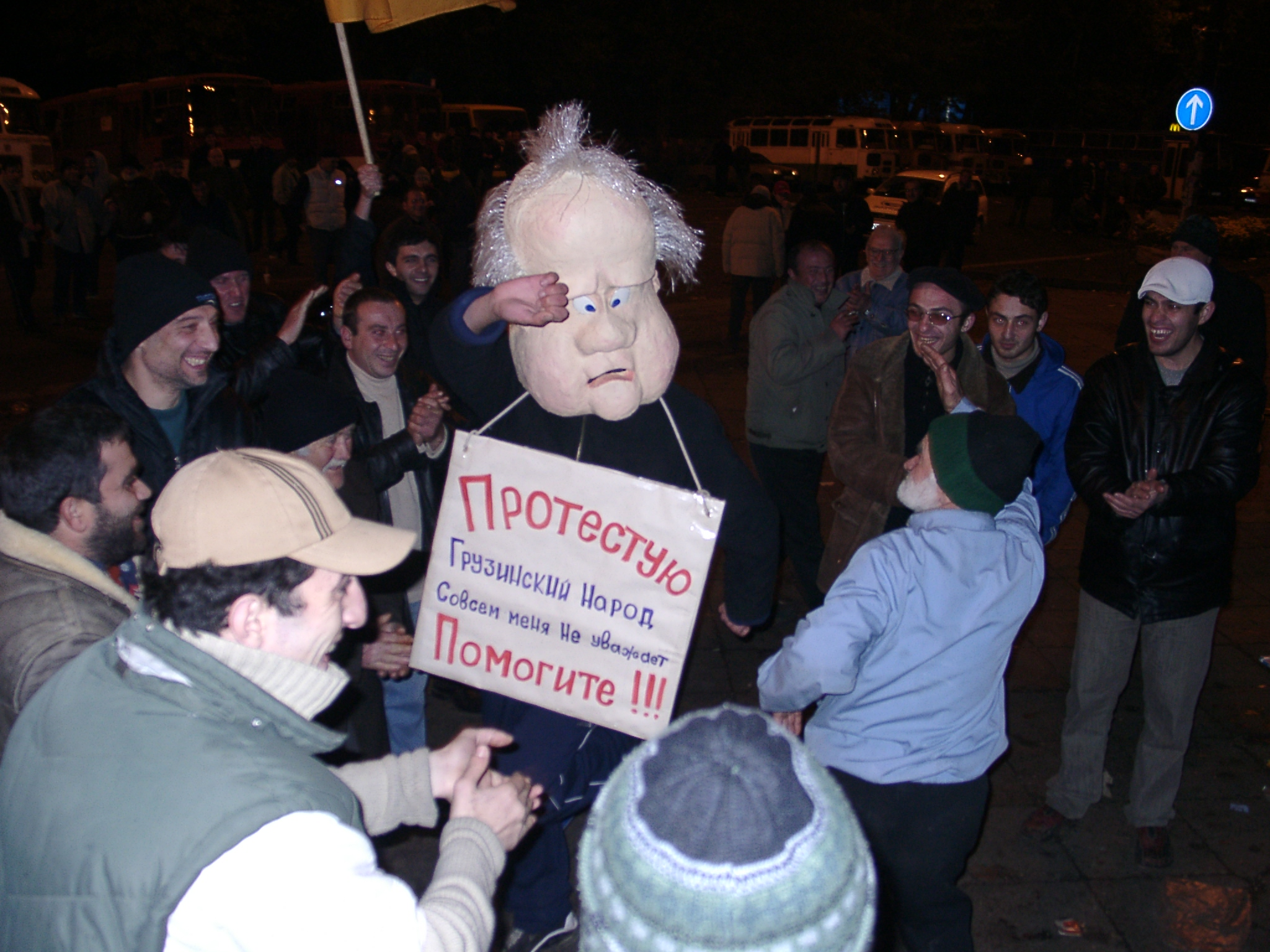
Demonstranten bespotten president Edoeard Sjevardnadze en eisten zijn vertrek.

In de eerste voorlopige resultaten op de ochtend van 3 november had het blok Voor een Nieuw Georgië van de regerende Burgerunie van president Sjevardnadze de meeste stemmen (27,6 procent). De oppositiepartij Nationale Beweging van voormalig justitieminister Micheil Saakasjvili stond als tweede met 23 procent, gevolgd door de Arbeiderspartij met 16 procent en de Boerdzjanadze-Democraten (9,6 procent).
De parallelle stemmentelling liet een andere realiteit zien. De Nationale Beweging stond in de eerste resultaten voorop (26,2 procent) terwijl het blok van de Burgerunie op 19 procent bleef steken. Dit beeld kwam overeen met de exitpolls. De officiële tellingen kwamen langzaam binnen, wat speculaties voedde over verkiezingsfraude. Na 24 uur was nog niet de helft van het aantal stemmen geteld, terwijl er nog helemaal geen uitslagen binnen waren uit de belangrijke autonome regio Adzjarië, de basis van de Unie voor Democratische Wedergeboorte van de Adzjaarse leider Aslan Abasjidze. 

### Protesten tegen fraude

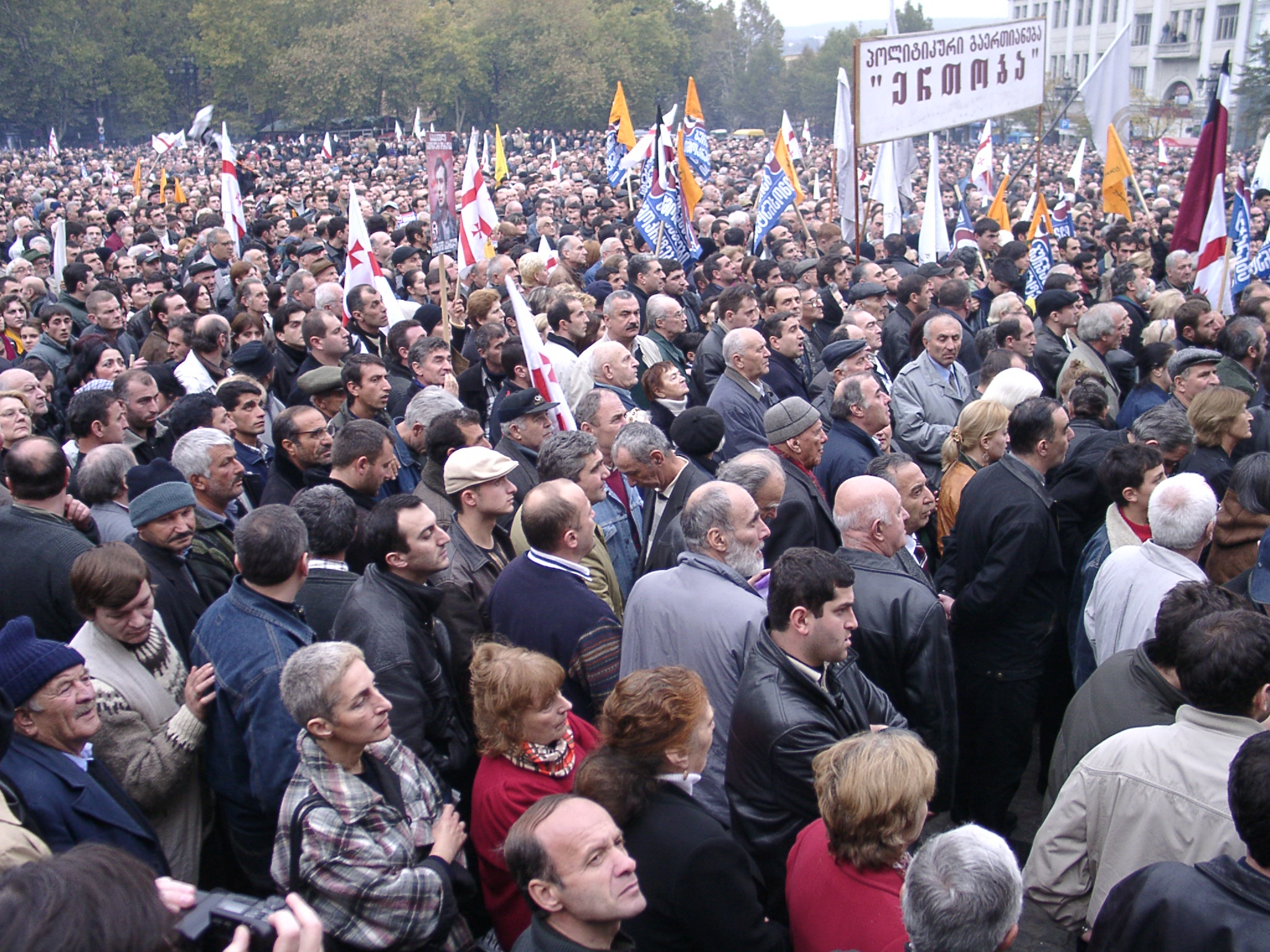
Duizenden gingen in de dagen na de verkiezingen de straat op tegen de verkiezingsfraude (8 november 2003).

Twee dagen na de stembusgang gingen duizenden de straat op om te protesteren tegen de in hun ogen manipulaties van de resultaten. De Nationale Beweging, Boerdzjanadze-Democraten en Eenheid van Dzjoember Patiasjvili spraken een eensgezind oppositiefront af en riepen de regering te stoppen met het vervalsen van de resulaten. De Nieuwe Rechtsen en de Arbeiderspartij weigerden zich hierbij aan te sluiten en dede ook niet meer met protesten.
Pas na vier dagen werd de eerste voorlopige telling uit Adzjarië bekendgemaakt. Volgens deze uitslag had de Unie voor Democratische Wedergeboorte 95 procent van de 284.000 stemmen en ging daarmee aan de leiding in de landelijke telling. Er braken meteen nieuwe protesten uit tegen deze onwerkelijke uitslag.
Lokale en internationale waarnemers hadden al laten weten fraude geconstateerd te hebben. De verkiezingscommissie maakte pas op 20 november 2003 de definitieve uitslag bekend, op de laatste dag van de wettelijke termijn. In Adzjarië kreeg de Unie voor Democratische Wedergeboorte volgens de definitieve resultaten 96,7 procent van de stemmen bij een opkomst van 97 procent. Op 4 januari 2004 werd er in elf enkelvoudige districten een tweede ronde gehouden en in vier districten werd de verkiezing helemaal overgedaan. De districtszetels werden, met uitzondering van Tsjiatoera, zonder nieuwe verkiezing overgenomen in het nieuwe parlement dat in 2004 werd verkozen.

### Uitslagen
| | #1                                | Voor een Nieuw Georgië - Burgerunie                 | 407.045   | 22,10  | 38  | 19 | 57  | 17,79 | 18,91 | [ 28 ]                                  |  |  |  |  |
| | #2                                | Unie voor Democratische Wedergeboorte               | 359.769   | 19,54  | 33  | 6  | 39  | 8,55  | 8,13  |                                         |  |  |  |  |
| | #5                                | Verenigde Nationale Beweging                        | 345.197   | 18,74  | 32  | 10 | 42  | 28,69 | 26,26 |                                         |  |  |  |  |
| | #4                                | Georgische Arbeiderspartij                          | 229.900   | 12,48  | 20  | 3  | 23  | 17,66 | 17,36 |                                         |  |  |  |  |
| | #7                                | Boerdzjanadze-Democraten                            | 167.908   | 9,12   | 15  | 4  | 19  | 10,48 | 10,15 |                                         |  |  |  |  |
| | #12                               | Nieuwe Rechtsen                                     | 140.259   | 7,62   | 12  | 4  | 16  | 8,28  | 7,99  |                                         |  |  |  |  |
| | #3                                | Industrie Zal Georgië Redden                        | 117.785   | 6,40   | 0   | 4  | 4   |       | 5,20  |                                         |  |  |  |  |
| | #13                               | Dzjoember Patiasjvili - Eenheid                     | 34.584    | 1,88   | 0   | 0  | 0   |       |       |                                         |  |  |  |  |
| | #15                               | Nationale toestemming - Iberisch Glansblok          | 15.772    | 0,86   | 0   | 0  | 0   |       |       |                                         |  |  |  |  |
| | #6                                | Verenigde Communistische Partij van Georgië         | 8.031     | 0,44   | 0   | 0  | 0   |       |       |                                         |  |  |  |  |
| | #9                                | Verenigd Georgië                                    | 2.958     | 0,16   | 0   | 0  | 0   |       |       |                                         |  |  |  |  |
| | #16                               | Partij van Industrialisten                          | 2.659     | 0,14   | 0   | 0  | 0   |       |       |                                         |  |  |  |  |
| | #18                               | Vreedzaam Kaukasus Blok                             | 2.403     | 0,13   | 0   | 0  | 0   |       |       |                                         |  |  |  |  |
| | #8                                | Georgisch Politieke Unie "Mtsveli"                  | 1.627     | 0,09   | 0   | 0  | 0   |       |       |                                         |  |  |  |  |
| | #22                               | Georgische Juristen                                 | 1.479     | 0,08   | 0   | 0  | 0   |       |       |                                         |  |  |  |  |
| | #14                               | Moederland                                          | 1.247     | 0,07   | 0   | 0  | 0   |       |       |                                         |  |  |  |  |
| | #21                               | Unie voor Vrouwenbescherming                        | 902       | 0,05   | 0   | 0  | 0   |       |       |                                         |  |  |  |  |
| | #20                               | Georgische Volksalliantie                           | 680       | 0,04   | 0   | 0  | 0   |       |       |                                         |  |  |  |  |
| | #11                               | Niet-gouvernementeel Bloc Thuisland                 | 582       | 0,03   | 0   | 0  | 0   |       |       |                                         |  |  |  |  |
| | #19                               | Partij van het Volkskapitalisme                     | 506       | 0,03   | 0   | 0  | 0   |       |       |                                         |  |  |  |  |
| | #16                               | Partij voor Grondwettelijke Rechten                 | 342       | 0,02   | 0   | 0  | 0   |       |       |                                         |  |  |  |  |
| |                                   | Nationale Beweging Democraten                       |           |        |     | 1  | 1   |       |       |                                         |  |  |  |  |
| |                                   | Onafhankelijken                                     |           |        |     | 21 | 21  |       |       |                                         |  |  |  |  |
| |                                   | Afgevaardigden Abchazische regering in ballingschap |           |        |     | 10 | 10  |       |       | Automatisch verlengd mandaat            |  |  |  |  |
| |                                   | Vacant                                              |           |        |     | 3  | 3   |       |       | Resultaten drie districten geannuleerd. |  |  |  |  |
| Totaal | Totaal                            | Totaal                                              | 1.841.635 | 100    | 150 | 85 | 235 |       |       |                                         |  |  |  |  |
| |                                   |                                                     |           |        |     |    |     |       |       |                                         |  |  |  |  |
| Subtotaal stemmen | Subtotaal stemmen                 | Subtotaal stemmen                                   | 1.841.635 | 96,46  |     |    |     |       |       |                                         |  |  |  |  |
| Missende stemmen | Missende stemmen                  | Missende stemmen                                    | 67.580    | 3,54   |     |    |     |       |       |                                         |  |  |  |  |
| Totaal uitgebrachte stemmen | Totaal uitgebrachte stemmen       | Totaal uitgebrachte stemmen                         | 1.909.215 | 100,00 |     |    |     |       |       |                                         |  |  |  |  |
| Geregistreerde kiezers en opkomst | Geregistreerde kiezers en opkomst | Geregistreerde kiezers en opkomst                   | 3.178.593 | 60,06  |     |    |     |       |       |                                         |  |  |  |  |
| Bronnen: CESKO, IFES, Publika; PVT en exitpolls: Tarkhan-Mouravi, OVSE. Noot: in deze lijst is het percentage van de officiële resultaten o.b.v het totaal getelde stemmen 1.841.635. |                                   |                                                     |           |        |     |    |     |       |       |                                         |  |  |  |  |

### Referendum
Tegelijkertijd met de parlementsverkiezing vond een raadgevend referendum plaats over het verlagen van het aantal parlementszetels van 235 naar 150. President Sjevardnadze tekende op 3 september 2003 het decreet voor dit referendum. De vraag aan de kiezers was "Gaat u ermee akkoord het aantal parlementsleden te verlagen en het aantal op niet meer dan 150 vast te leggen?" Criticasters vonden de vraag een opmaat naar een politieke crisis, omdat deze niet duidelijk maakte wanneer het afschalen van het parlement in zou moeten gaan. De bedoeling was dit in te laten gaan met ingang van de (op dat moment) eerstvolgende reguliere parlementsverkiezing in 2007. Voor deze verandering was een grondwetswijziging nodig, waar een grote gekwalificeerde meerderheid in het parlement nodig is. Het referendum werd voor 83,5 procent positief beantwoord, wat niet werd betwist.
De oppositiepartij Traditionalisten, onderdeel van het verkiezingsblok Boerdzjanadze-Democraten, stelde voor een referendum te houden over de invoering van een kabinet met ministers, waarbij de premier geen president geweest mag zijn. De centrale verkiezingscommissie vond deze vraagstelling in strijd met mensenrechtelijke grondbeginselen en weigerde het voorstel. De Traditionalisten stelde dat ze wilde voorkomen dat Sjevardnadze na het einde van zijn termijn in 2005 terug kon keren als premier. De rechtbank stelde de verkiezingscommissie in het gelijk.

## Nasleep

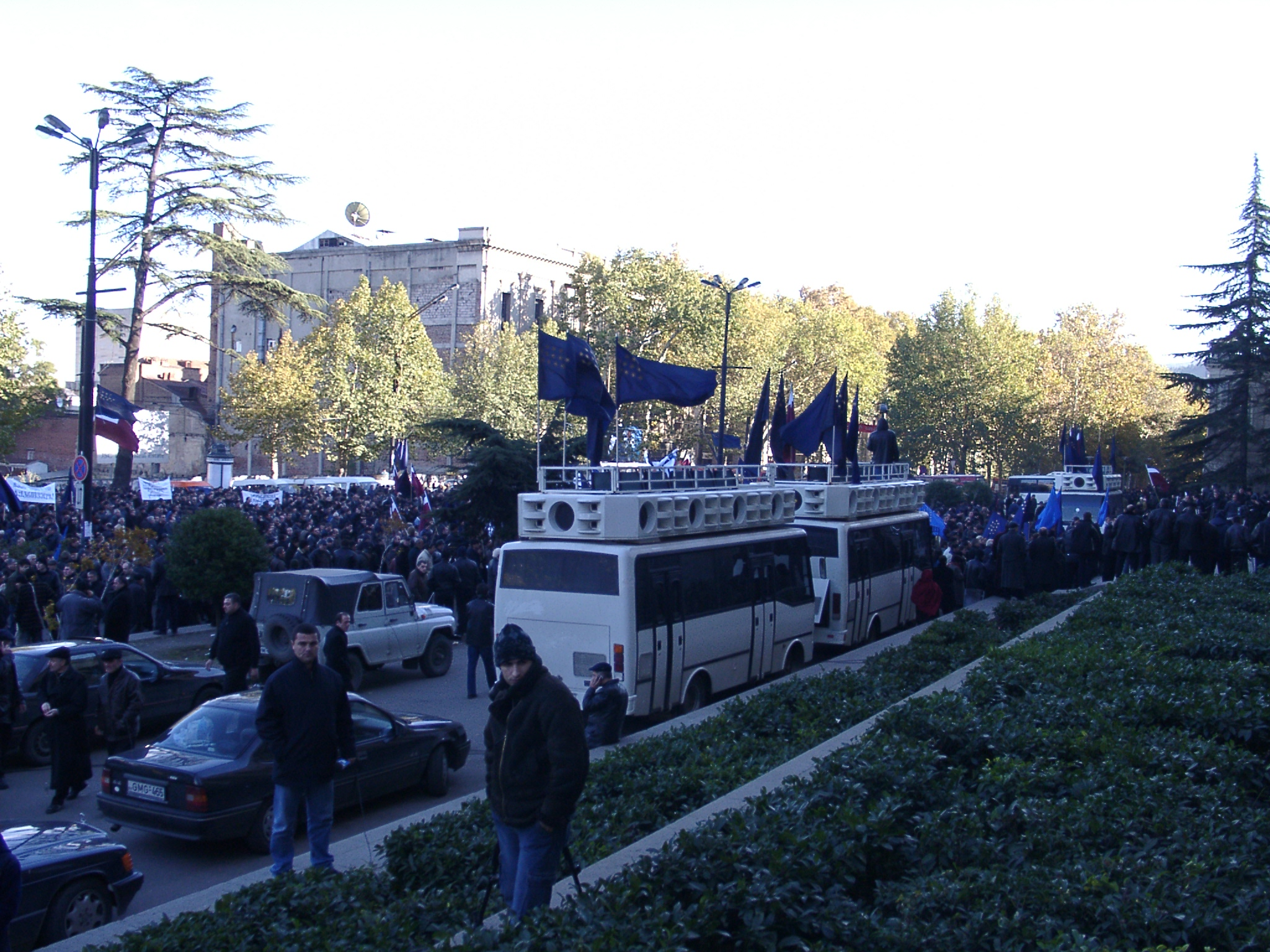
Adzjaarse demonstranten dagenlang voor het parlement in een steunbetuiging aan president Sjevardnadze.

De regeringsgezinde partijen hielden onder leiding van de Adzjaarse 'Unie voor Democratische Wedergeboorte' dagenlange manifestaties voor het parlement in een steunbetuiging aan de president, terwijl de oppositie na de bekendmaking van de officiële resultaten een lange mars naar Tbilisi aflegde voor een tegendemonstratie.

### Rozenrevolutie

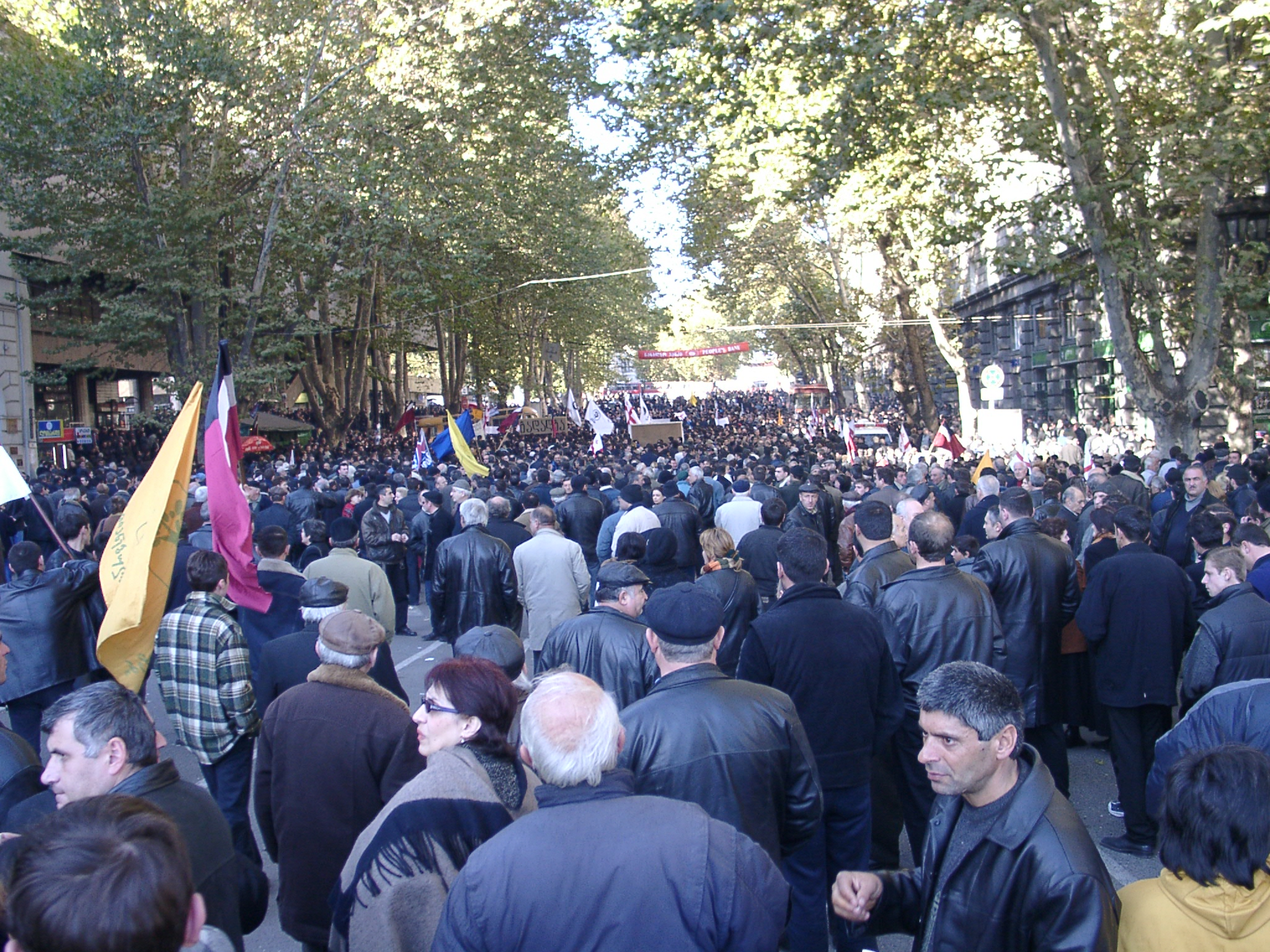
Duizenden burgers marcheerden op 22 november 2003 door de straten van Tbilisi in protest tegen de inhuldiging van het nieuwe parlement.

Tijdens de inhuldiging van het nieuw verkozen parlement op 22 november 2003, dat door een deel van de oppositie werd geboycot, protesteerden duizenden buiten voor een "bloedeloze revolutie" en eisten het vertrek van president Sjevardnadze. Onder leiding van Micheil Saakasjvili, die een rode roos droeg, drongen demonstranten het parlement binnen en onderbraken de openingstoespraak van Sjevardnadze.

De president werd in de chaos door zijn beveiliging weggevoerd uit het parlement. Hij riep twee uur later de noodtoestand uit en zei dat er sprake was van een couppoging. Na een gesprek met oppositieleiders Saakasjvili en Zjvania nam Sjevardnadze in de avond van 23 november 2003 ontslag. Parlementsvoorzitter Nino Boerdzjanadze werd naar grondwettelijke bepalingen waarnemend president.

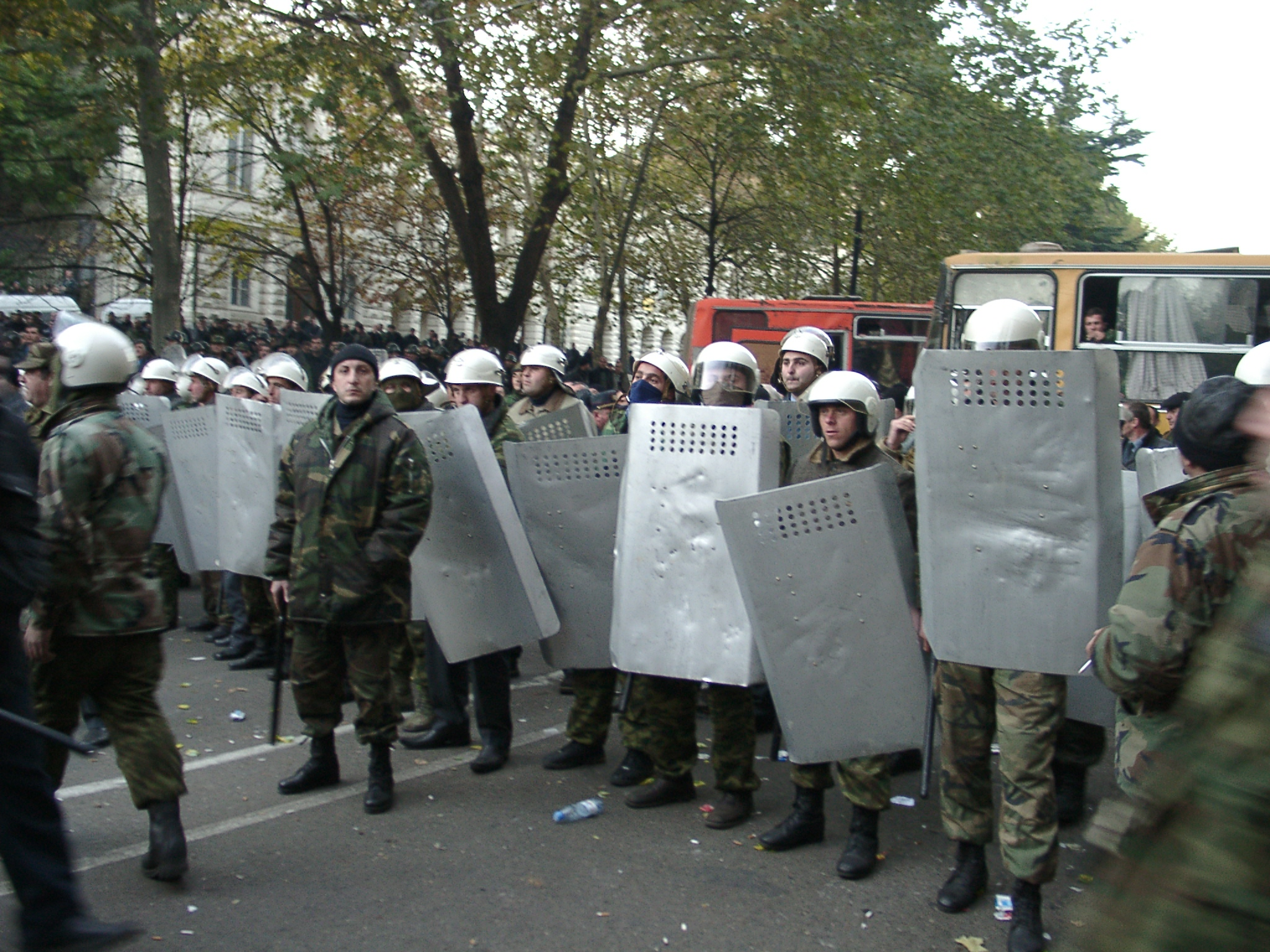
Anti-oproerpolitie bleef terughoudend.

Aslan Abasjidze, de leider van de autonome republiek Adzjarië en bondgenoot van Sjevardnadze, verklaarde de noodtoestand in de regio, sneed de banden door met de centrale autoriteiten in Tbilisi, legde het spoorwegverkeer naar en van Batoemi stil. Zijn partij Unie voor Democratische Wedergeboorte boycotte het parlement.  

### Gevolgen voor de verkiezingsuitslag
Op 25 november 2023 werd de landelijke noodtoestand opgeheven en verklaarde het hooggerechtshof van Georgië het definitieve protocol van de verkiezingsresultaten ongeldig voor het evenredig verkozen deel van het parlement. De Georgische NGO International Society for Fair Elections and Democracy (ISFED), die de paralleltelling verzorgde, had hiertoe een rechtszaak aangespannen en werd in het gelijk gesteld. De uitslag van de verkozen districtszetels bleef wel staan. Een petitie van parlementsleden om ook deze nietig te laten verklaren door het grondwettelijk hof strandde. 
Het parlement vergaderde op 25 november 2023 in de samenstelling zoals in 1999 gekozen. De eerste taak was het bepalen van een datum voor presidentsverkiezingen, die volgens de grondwet binnen 45 dagen na het aftreden van de president moeten plaatsvinden. Deze werd op 4 januari gezet, tegelijkertijd met de tweede ronde in elf districten en een viertal districten waar de districtsverkiezing helemaal overnieuw werd gedaan.
Het uitschrijven van parlementsverkiezingen valt grondwettelijk toe aan de (waarnemend-)president waarvoor eenzelfde termijn gold. Door onenigheid, onzekerheid over het lot van de districtszetels die niet geannuleerd waren, en de benodigde organisatietijd werden de nieuwe parlementsverkiezingen voor de 150 evenredig gekozen zetels uiteindelijk voor 28 maart 2004 uitgeroepen. Deze datum werd pas overeengekomen nadat de verkiezingen voor de enkelvoudige districten afgerond waren. De OVSE adviseerde de nieuwe verkiezingen nog later te houden.

### Meer presidentiële macht
Het parlement wijzigde de grondwet en introduceerde een uitvoerend kabinet van ministers onder leiding van een premier. Ok breidde ze de macht van de president uit. De inhoud van de wijzigingen en de haast waarmee ze werden doorgevoerd werden als "problematisch" gezien door de Commissie van Venetië, het adviesorgaan van de Raad van Europa ten aanzien van grondwettelijke zaken. Nadat oppositieleider Saakasjvili op 4 januari tot president gekozen was, benoemde hij Zoerab Zjvania tot premier.

## Reacties

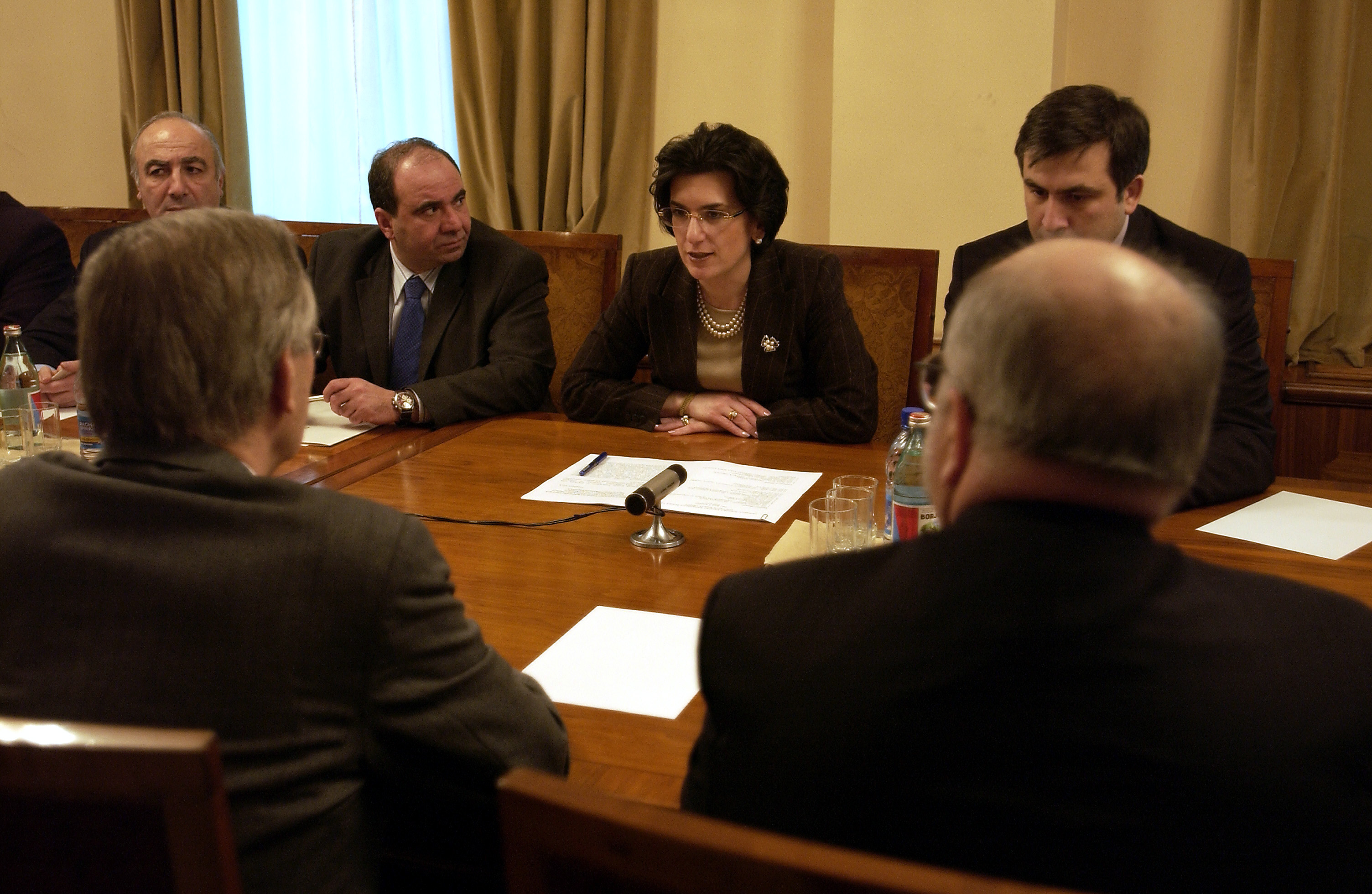
Donald Rumsfeld op bezoek in Tbilisi: de Verenigde Staten boden na de revolutie de interim-regering onder leiding van waarnemend president Nino Boerdzjanadze, Micheil Saakasjvili en Zoerab Zjvania hulp aan bij het organiseren van nieuwe verkiezingen.

- Verenigde Staten - De Verenigde Staten uitten op 20 november hun "teleurstelling" over het verloop van de verkiezingen en veroordeelden de definitieve telling als "fraudulent". De woordvoerder van het Department of State stelde dat "de resultaten de wil van het Georgische volk niet accuraat weerspiegelen, maar in plaats daarvan massale fraude in de autonome republiek Adzjarië en andere Georgische regio's weerspiegelen".[47] Het verklaarde na het aftreden van Sjevardnadze een team te willen sturen om de waarnemende regering te assisteren in de voorbereidingen voor de nieuwe verkiezingen.[48]
- Europese Unie - De Europese Unie onderschreef op 14 november 2003 de voorlopige conclusies van de OVSE waarnemersmissie en "betreurde dat het verkiezingsproces niet heeft voldaan aan een aantal OVSE-toezeggingen en andere internationale normen". Het riep "alle partijen in Georgië op om in de huidige situatie terughoudendheid aan de dag te leggen, af te zien van geweld en het zoeken naar een democratische oplossing te intensiveren".[49] De Speciale Vertegenwoordiger van de EU voor de Zuidelijke Kaukasus bezocht het land in het kader van de ontstane situatie. De EU bood hulp aan voor de bevordering van vrije en eerlijke verkiezingen in het land.[50]
- Rusland - De Russische president Vladimir Poetin bood "alle mogelijke" steun aan president Sjevardnadze, en zei dat hij "zoals altijd een oplossing zal vinden".[51]
- - Buurlanden Armenië en Azerbeidzjan lieten in telefoongesprekken met president Sjevardnadze weten hem te steunen.[52] De Adzjaarse leider Aslan Abasjidze maakte tegelijkertijd bliksembezoeken aan Jerevan, Bakoe en Moskou.[53]
- Raad van Europa - De Raad van Europa uitte op 14 november hun bezorgdheid over de aanhoudende controverse. Het riep "alle politieke krachten op om af te zien van geweld en te zoeken naar een democratische oplossing binnen het constitutionele kader van het land" en het stelde dat het "duidelijk is dat zodra de huidige crisis voorbij is, er tijd zal komen voor een grondige herziening van de verkiezingswetgeving en -praktijken". De RvE gaf aan dat het bereid is te bemiddelen in de politieke crisis en te assisteren bij de hervormingen die nodig zijn om vrije en eerlijke verkiezingen te garanderen.[54]
- OVSE - De Nederlandse minister van Buitenlandse Zaken Jaap de Hoop Scheffer riep als roterend voorzitter van de OVSE op tot een vreedzame oplossing van de verkiezingscrisis. Hij gaf daarbij aan dat als er nieuwe verkiezingen nodig zijn hij bereid is de assistentie van de OVSE en de Raad van Europa in te schakelen.[55] Een dag later sprak hij zijn complimenten uit voor de vreedzaam verlopen machtsoverdracht en de terughoudendheid van de veiligheidsdiensten. Hij voegde daaraan toe "diep respect te hebben voor het moedige besluit van president Sjevardnadze om af te treden om een verdere escalatie van de spanning te voorkomen".[56]
- Verenigde Naties - De Secretaris-generaal van de VN Kofi Annan liet weten "de ontwikkelingen in Georgië met belangstelling en bezorgdheid te volgen" en "hoopt dat demonstraties vreedzaam zullen verlopen en dat alle betrokkenen maximale terughoudendheid betrachten". Hij drong er bij de politieke leiders van het land op aan "alles in het werk te stellen om een vreedzame oplossing voor deze situatie te vinden".[57]